# Малевский, Бронислав Густавович
Бронислав Густавович Малевский (16 февраля 1874, Кутаис  — 22 февраля 1920, Варшава) — польский врач, депутат Государственной думы I созыва от Люблинской губернии и член Законодательного сейма Польши, бригадный генерал Войска Польского.

## Биография
По национальности поляк, католик. Родился в семье гражданского чиновника российской администрации Владислава Густава Малевского, служившего на Кавказе, и его жены Элеоноры урождённой Дашевской (Daszewska). У Бронислава было семь братьев и сестер. В 1893 году — выпускник Тифлисской гимназии. Поступил на естественное отделение физико-математического факультета Петербургского университета, окончил его в 1896 году и, переехав в Варшаву, поступил на медицинский факультет Варшавского университета. Во время студенчества вступил в Союз польской молодежи «Зет», позже стал одним из его лидеров. В 1899 году, окончив Варшавский университет, получил диплом врача. После окончания университета был на обязательной военной службы в российской армии в течение одного года.  Имел медицинскую практику в Наленчуве и Гродзиске-Мазовецком, служил помощником директора больницы в Наленчуве. Основатель Люблинского музея, заведующий корзиночной школой. Член правления Товарищества мелкого крестьянского кредита. С 1902 (по другим сведениям с 1903) вошёл в состав Национальной лиги, член её руководства. Во время Революции 1905-1907 выступал за полонизацию школ, судов и гминной администрации. 17 декабря 1905 года принял участие в организации Крестьянского съезда в Варшаве. Съезд выдвинул требование широкой автономии Царства Польского с учреждением Польского Сейма в столице.
20 апреля 1906 избран в Государственную думу I созыва от общего состава выборщиков Люблинского губернского избирательного собрания. Вошёл в состав Польского коло. Активного участия в работе Думы не принимал. Подписал заявление 27 депутатов 1-й Государственной думы, поляков, об отношении Царства Польского с Российской империей по прежнему законодательству и по Основным государственным законам от 23 апреля 1906. В качестве представителя польских депутатов участвовал в выездном думском заседании в Выборге, однако Выборгского воззвания, как и остальные члены Польского коло, не подписал.
После роспуска Думы вернулся в Люблин. Выдвигал свою кандидатуру во II-ю и III-ю Государственные думы, но оба раза избран не был. Имел частную медицинскую практику и включился в общественную деятельность. В 1909 году избран президентом окружного правления Польской школы «Матица» («Отчизна»). После раскола в Национальной лиге отошел от активной политической деятельности. Во время 1-й мировой войны работал инспектором по борьбе с эпидемиями во Всероссийском союзе городов. По польским сведениям в августе 1914 года был призван в Российскую императорскую армию, и оставался на военной службе в качестве врача в войсках и больницах вплоть до октября 1917 года.
После Февральской революции 1917 участвовал в создании в России польских воинских формирований. Согласно польским источникам в начале 1918 года стал главным врачом 1-го Польского корпуса в звании полковника (по другим данным занял эту должность будучи в звании генерала). В мае 1918 после расформирования 1-го Польского корпуса вернулся в Польшу.
После провозглашения независимости Польши 18 декабря 1918 был принят в звании полковника в Войско Польское, назначен на должность начальника санитарного департамента. Организатор Военной медицинской службы. 27 декабря 1918, по собственному желанию, был освобождён от службы в польской армии в звании генерал-майора. После чего вернулся к политической деятельности. 26 января 1919 года на выборах в Законодательный сейм получил депутатский мандат. В Сейме состоял в Военной комиссии. 1 июня 1919 года получил звание бригадного генерала по старшинству.  22 февраля 1920 погиб в автомобильной аварии в Варшаве. Похоронен в Люблине.

## Семья
Женат на Ядвиге Цисьвицкой (1882—1949), их дочь — участница Польского сопротивления, писательница и редактор Ганна Малевская.

### Рекомендуемые источники
- Brzoza Cz., Stepan K. Poslowie polscy w Parlamente Rosyjskim, 1906—1917: Slownik biograficzny. Warszawa, 2001.
- Российский государственный исторический архив. Фонд 1278. Опись 1 (1-й созыв). Дело 117. Лист 9; Фонд 1327. Опись 1. 1905 год. Дело 143. Лист 172 оборот.